# Glaïeul des moissons
Gladiolus italicus
Espèce
Statut de conservation UICN

 LC  : Préoccupation mineure
Le glaïeul des moissons (Gladiolus italicus Mill., syn. Gladiolus segetum Ker Gawl.) encore connu sous le nom de glaïeul d'Italie est une plante vivace de la famille des Iridaceae. 

## Caractéristiques
- Altitude : Maximum à 1200 mètres
- Distribution : Sub-Méditerranéenne
- Plante herbacée vivace (50-80 cm).
- Tige dressée, raide.
- Corme globuleux à fibres anastomosés, surtout au sommet
- Feuilles par 3-5, longues, toutes radicales, dressées, en forme de glaive.
- Fleurs par 6-10, longues de 3-4 cm, en long épi unilatéral
- Tépales roses ou rose pourpré, le supérieur écarté, plus long et plus large que les latéraux
- Trois étamines à anthères plus longues que les filets
- Style filiforme
- Stigmates élargis en spatule
- Fruit : capsule loculicide
- Graines : graines lisses (différence avec les autres espèces indigènes, qui ont des graines ailées)[1]

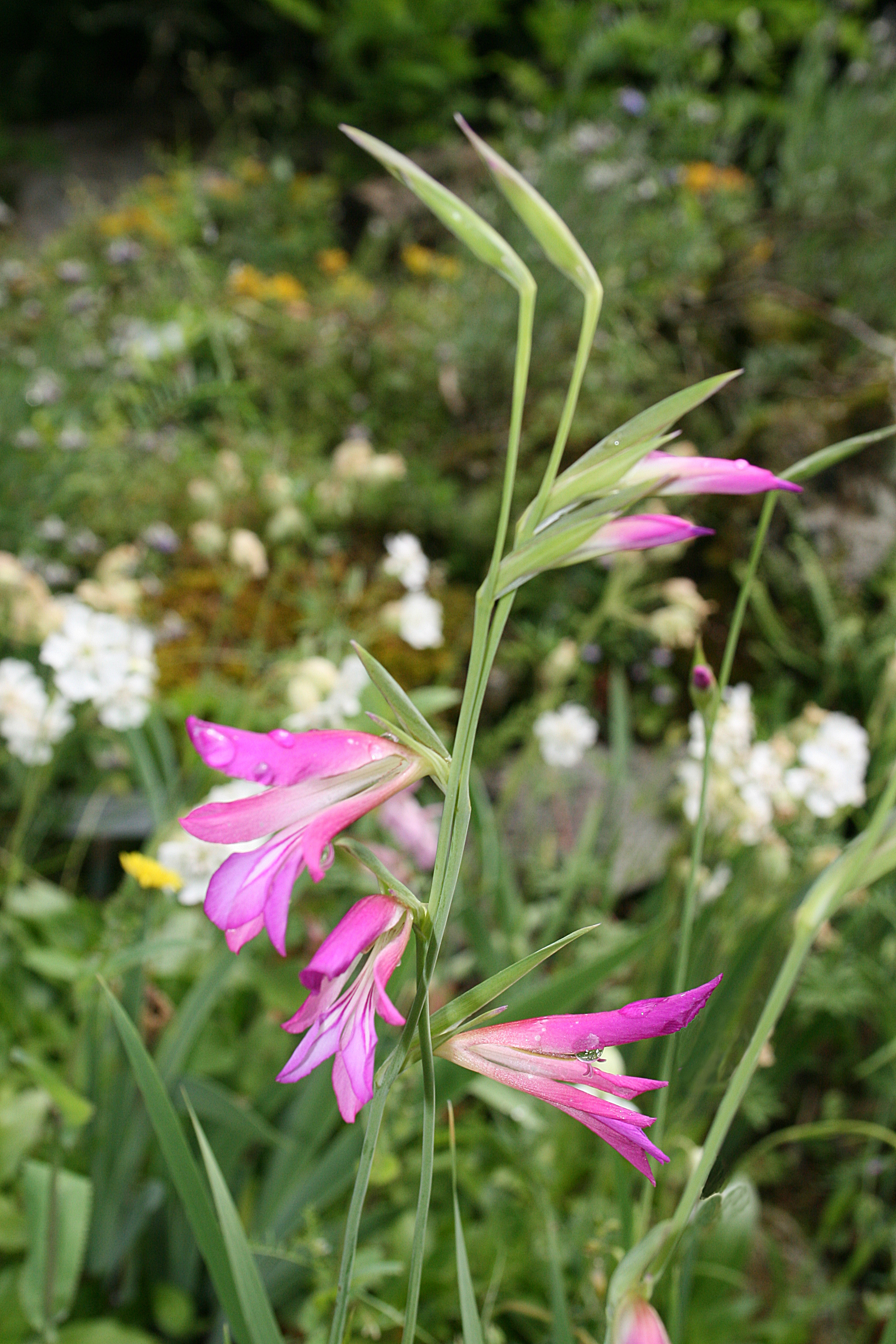
Plante
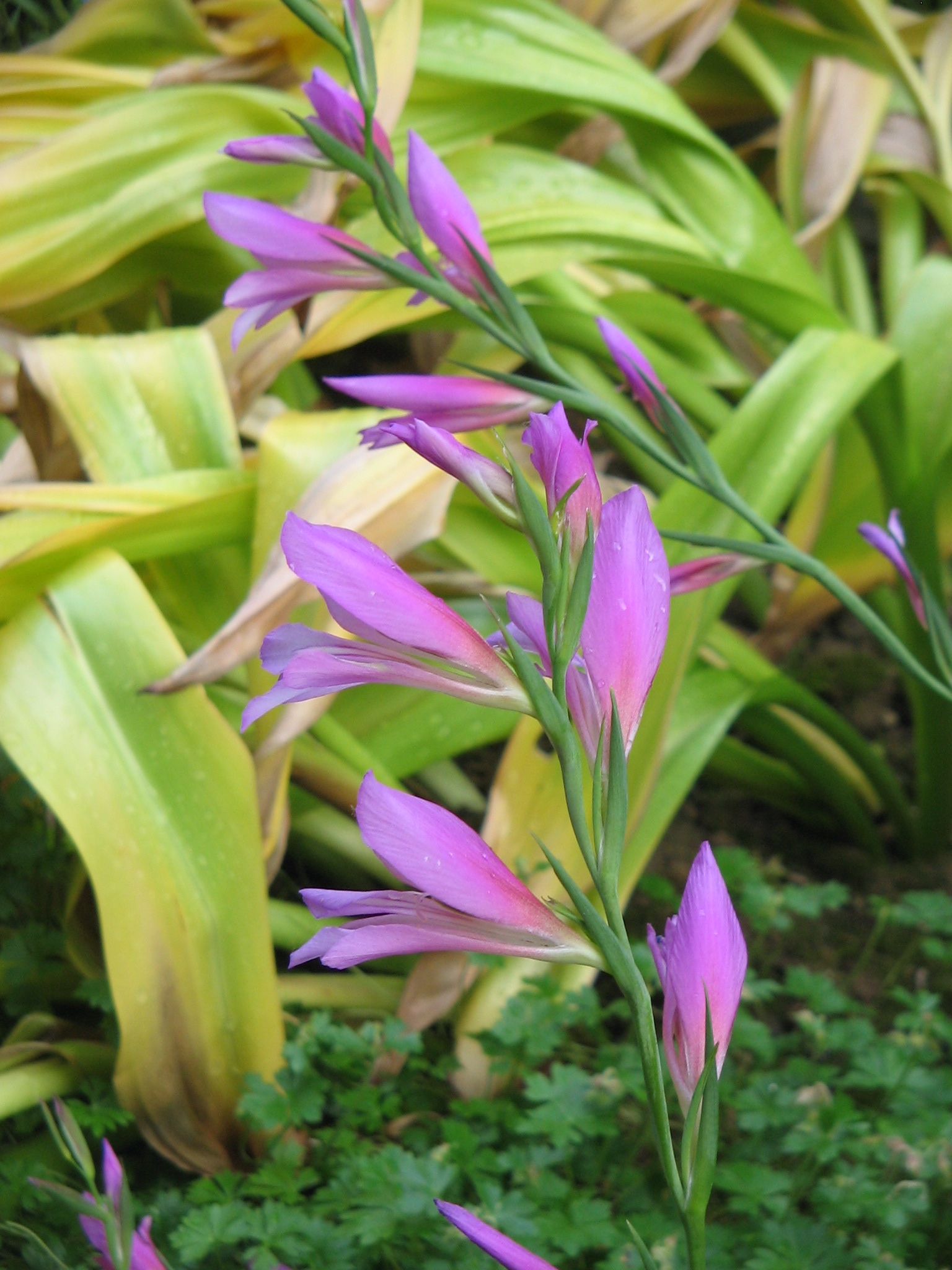
Inflorescence
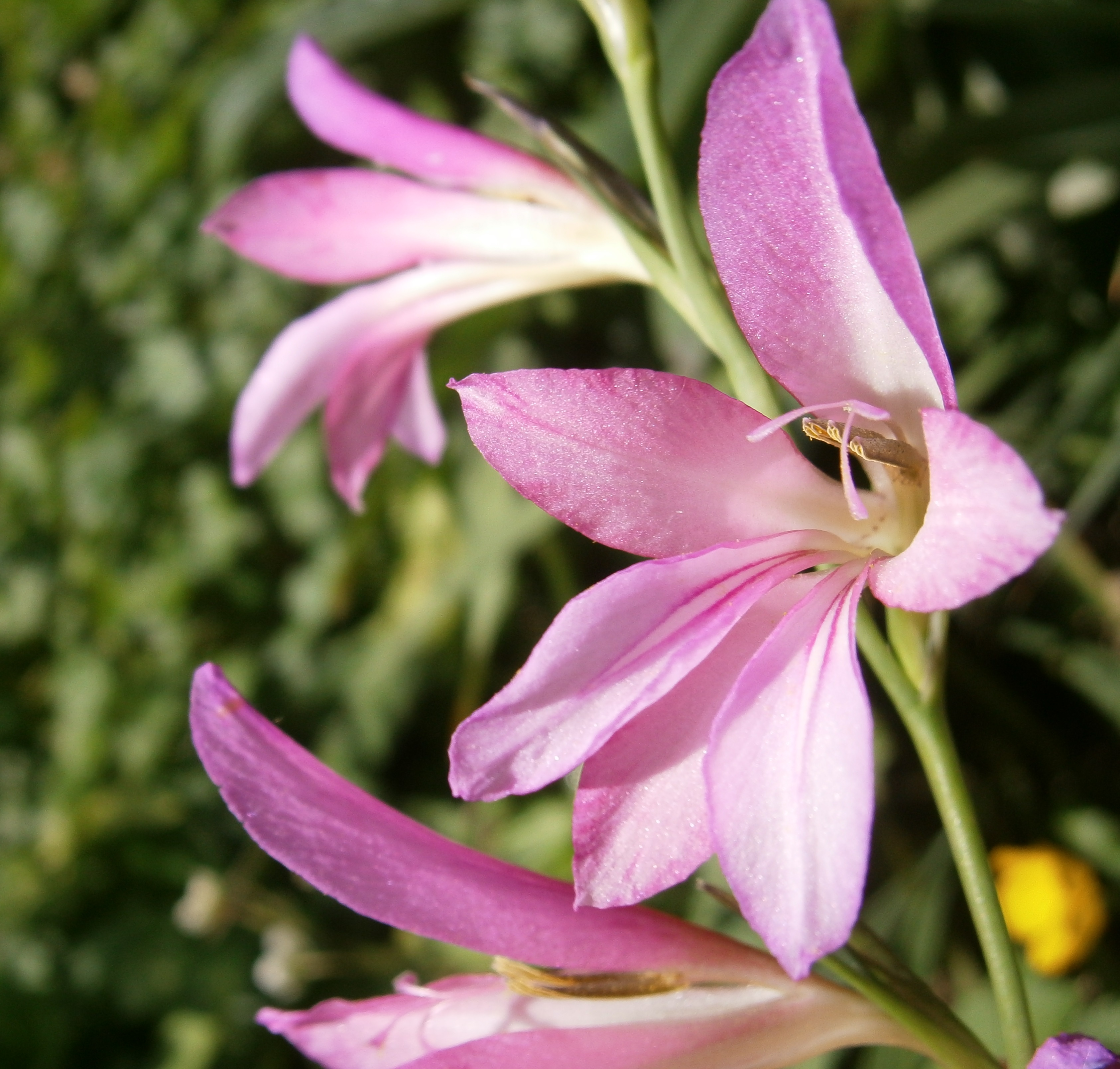
Détail de la fleur
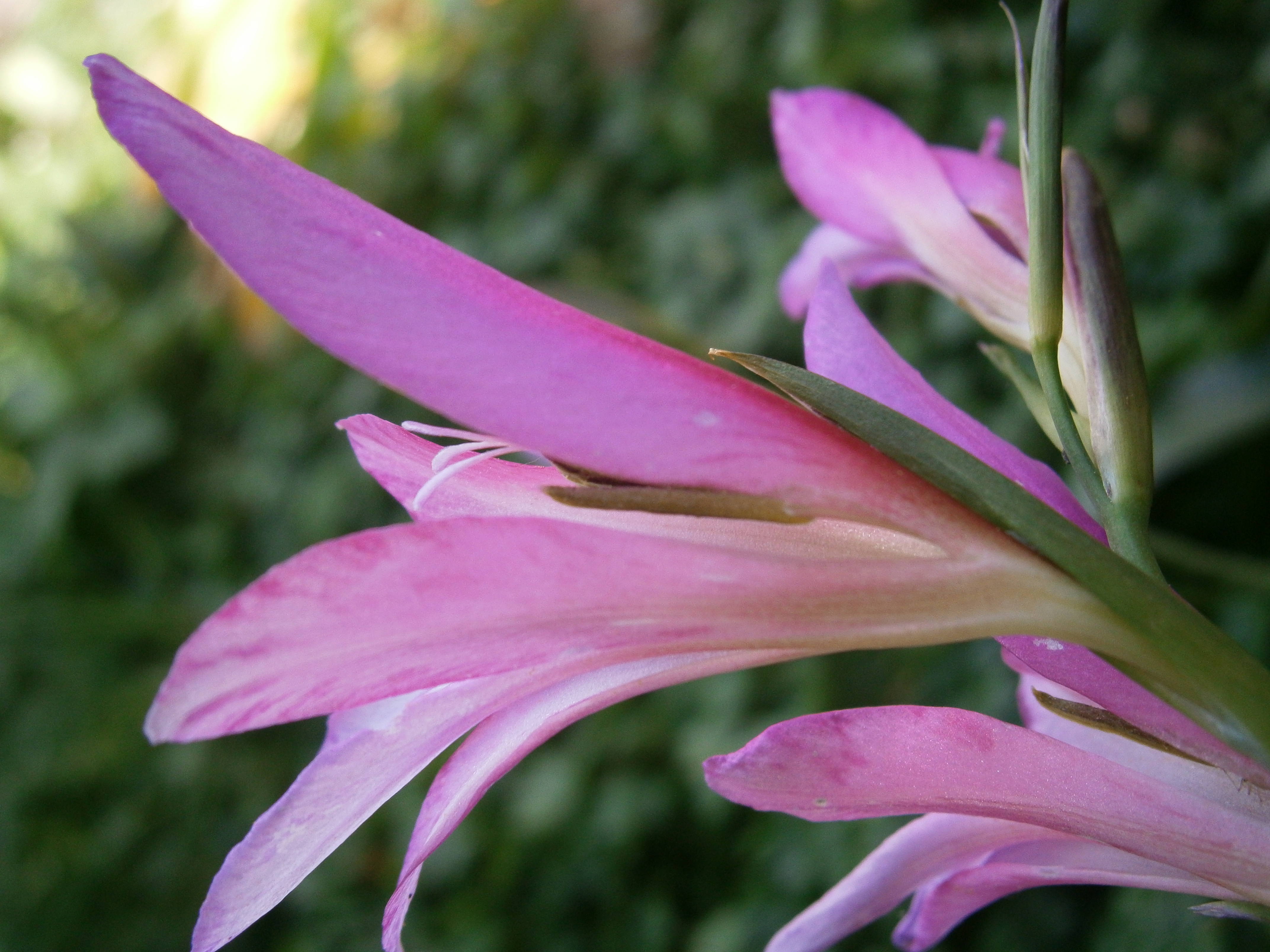
Détail de la fleur

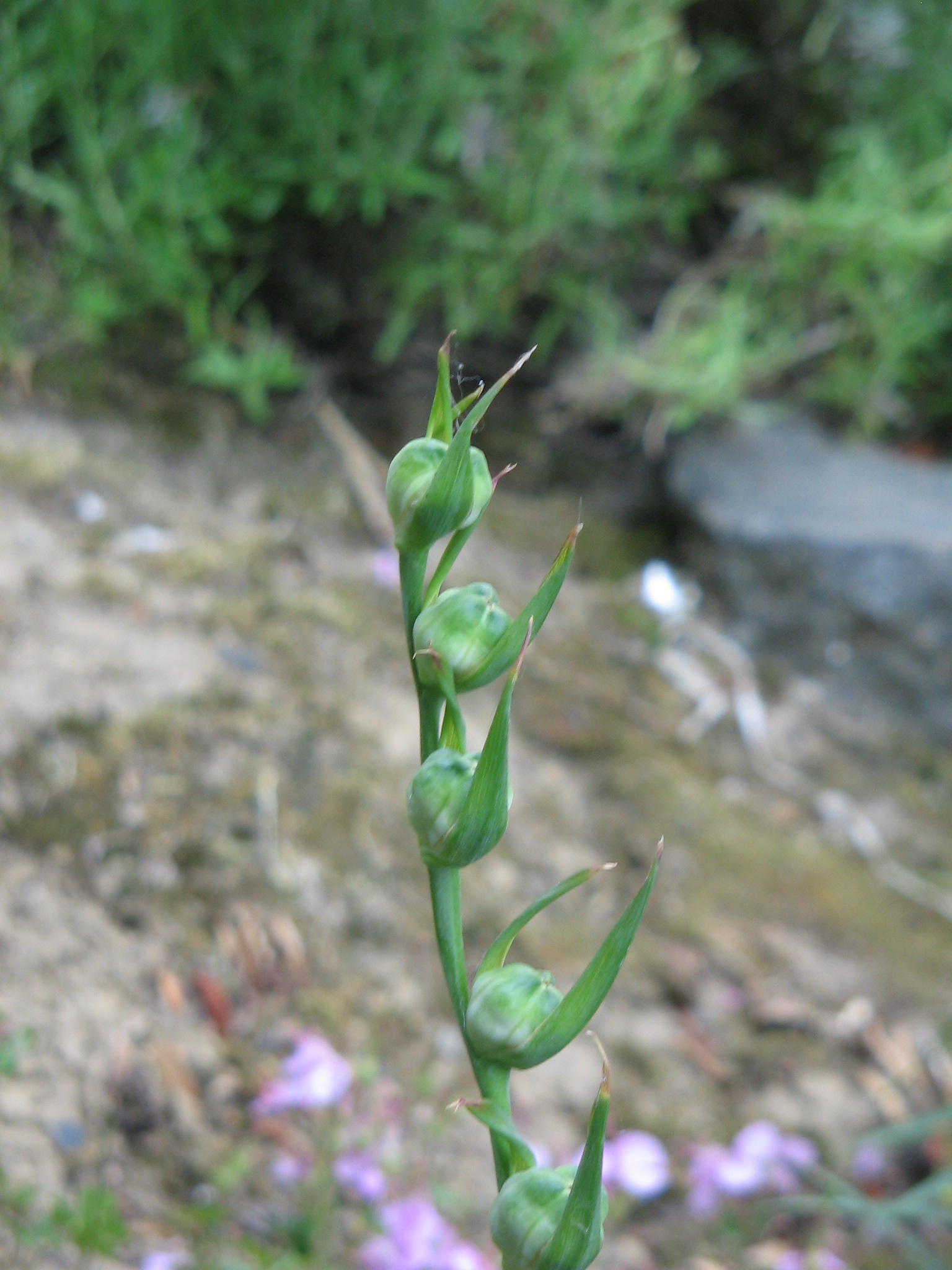
Jeunes fruits
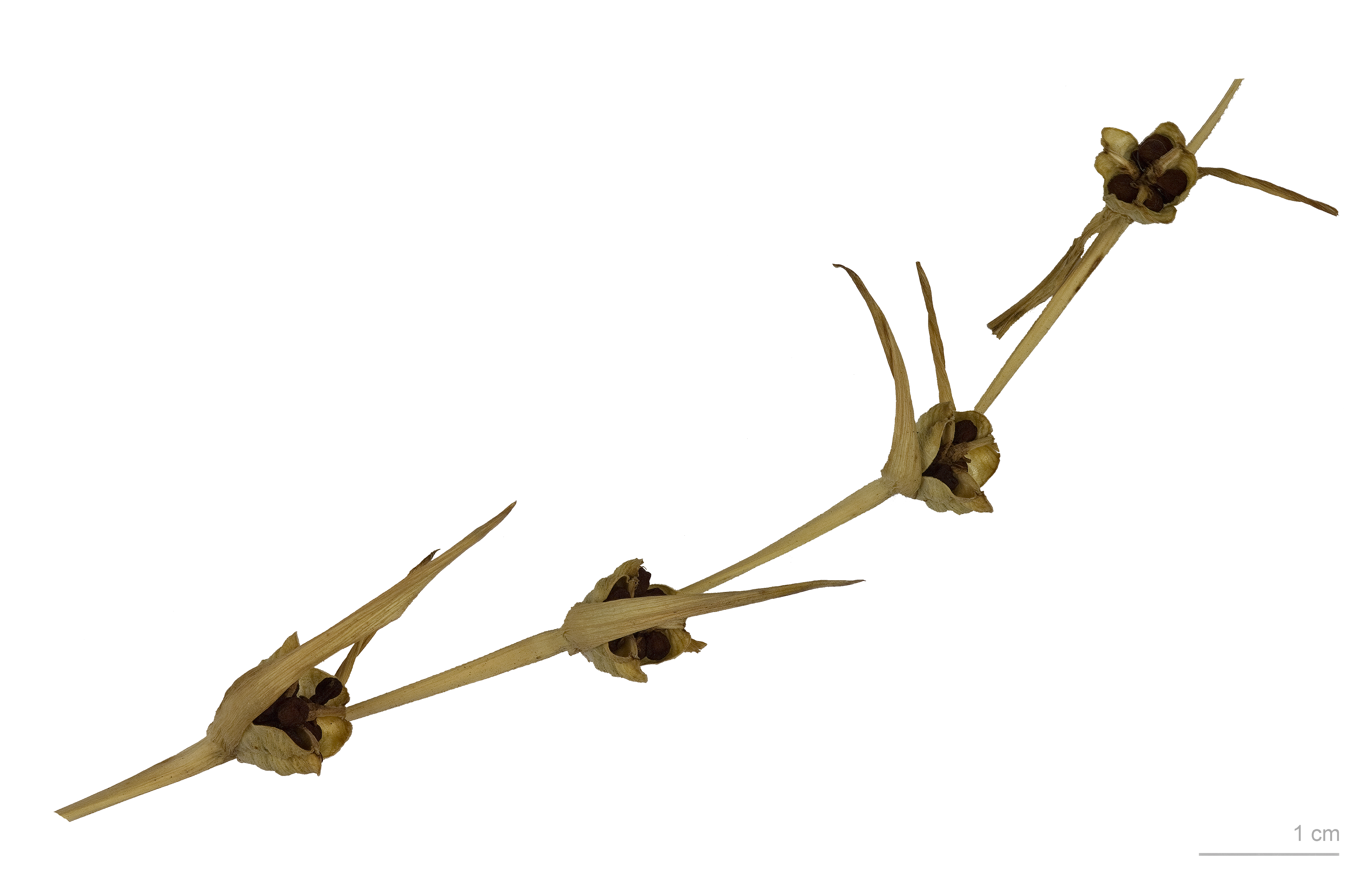
Fruits
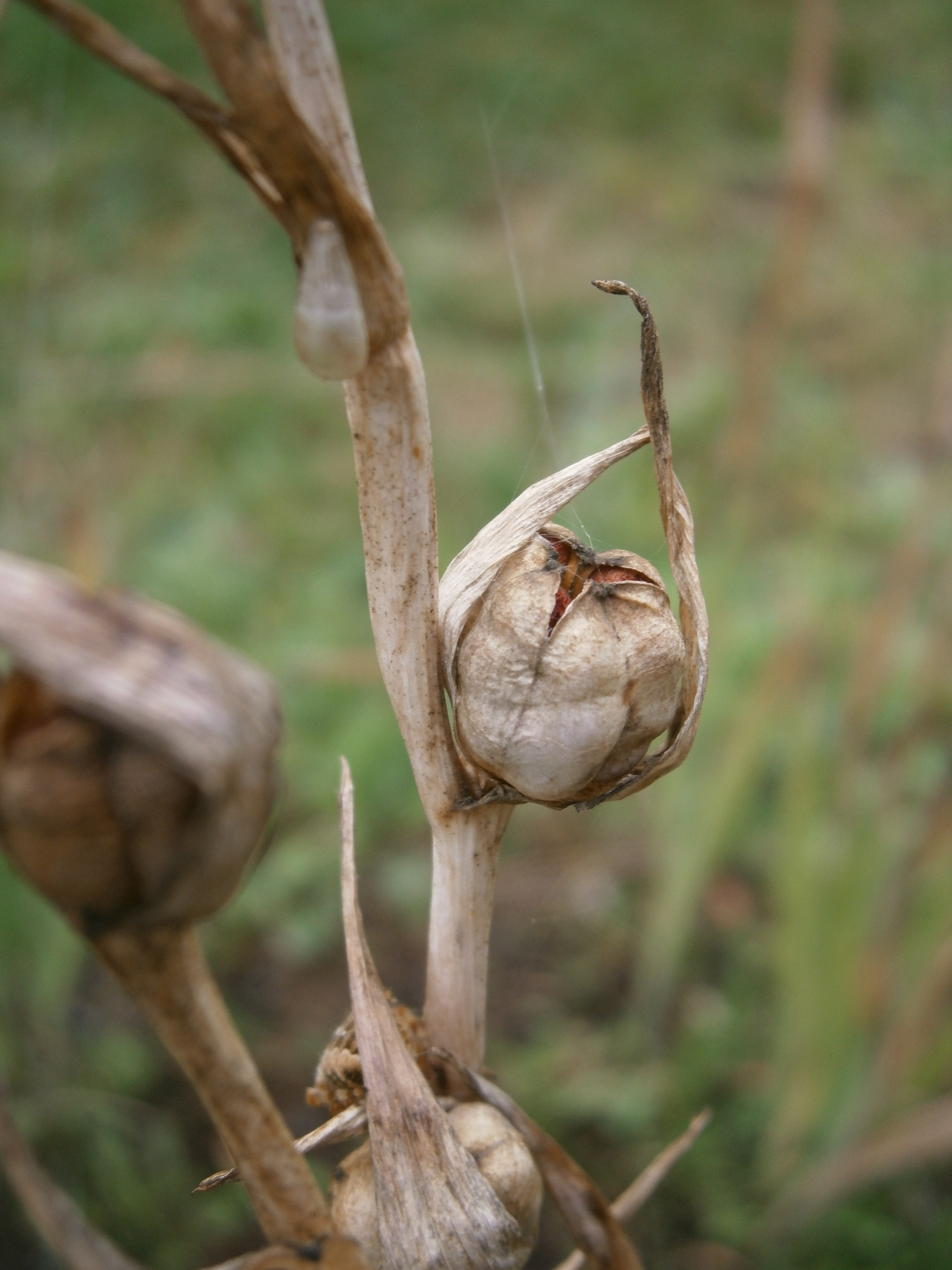
Fruit libérant ses graines
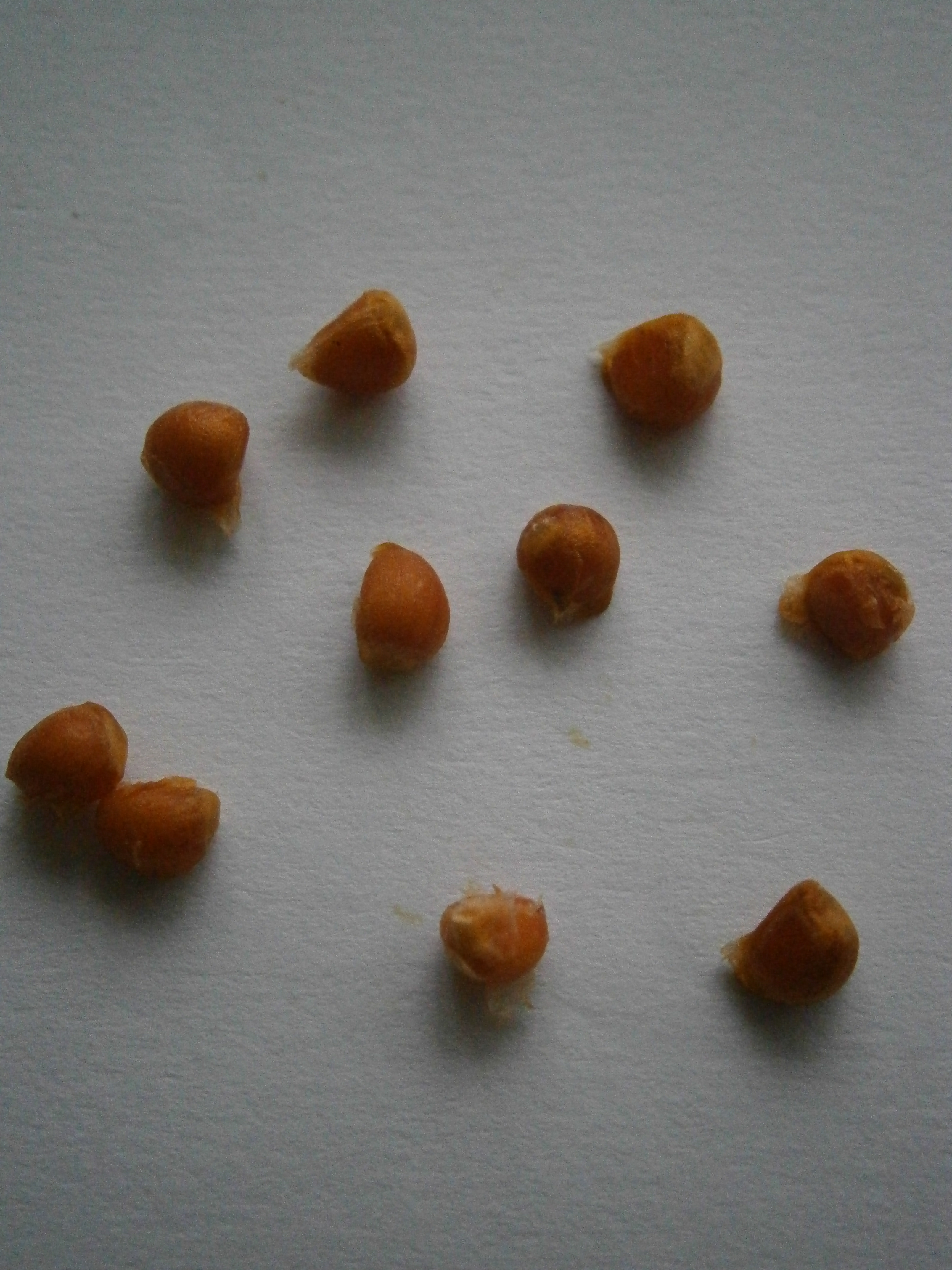
Graines

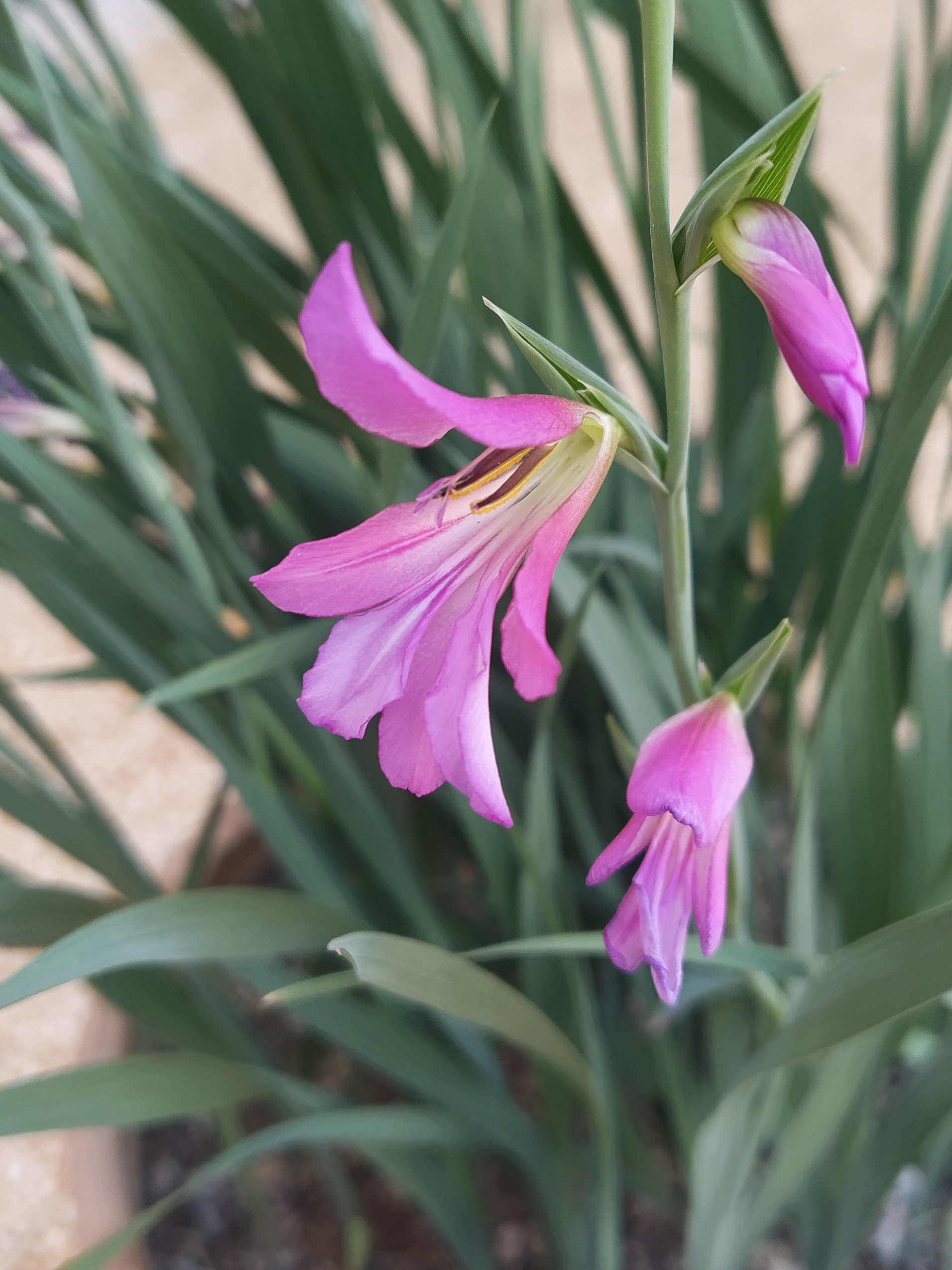
Glaïeul des Moissons, Behbahan
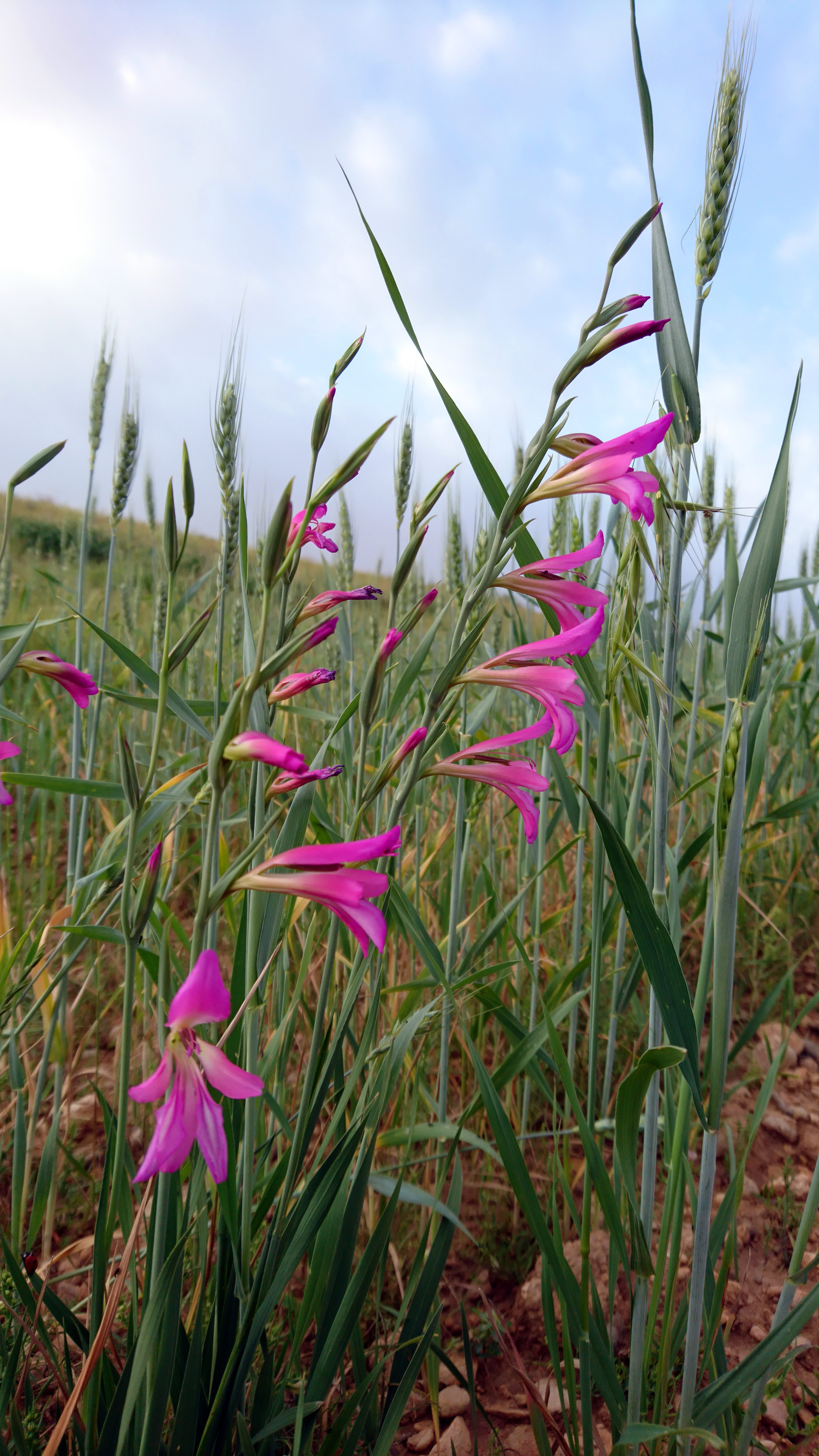
Glaïeul des Moissons, Behbahan